# Filología germánica
La filología germánica es una ciencia que estudia e interpreta los testimonios escritos de las culturas que tienen su origen en el mundo germánico y que mantienen esos orígenes en el curso de su evolución. En particular, las lenguas consideradas germánicas, de las que poseemos una importante documentación escrita antigua, son las siguientes:

### Lenguas germánicas orientales
- gótico (testimoniado entre los siglos IV y VI y ya extinguido).

### Lenguas germánicas occidentales
- inglés antiguo.
- alto alemán.
- frisón.
- sajón.

### Lenguas germánicas septentrionales
- sueco.
- danés.
- islandés.
- noruego.
- feroés.

## Historia de la Filología germánica
Con el avance del Humanismo y la Reforma, nace en los estudiosos europeos un primer interés por las antigüedades germánicas, acrecentado por el descubrimiento, en 1455, de la obra Germania (también llamada De origine et situ Germanorum), de Tácito. Entre estos estudiosos hay que destacar a Justo Lipsio, a quien se debe la publicación de los Salmos en bajo franconio, y a Franciscus Junius, quien publicó la versión integral del Codex Argenteus de la Biblia Gótica en 1655.
A finales del siglo XIX se crean departamentos de estudios germánicos en las universidades de las capitales de Reino Unido, Francia, Italia y España.